# Beaver (affluente Churchill)
Il Beaver è un fiume del Canada lungo 491 km.
Nasce dal Lago Beaver ed è affluente del fiume Churchill. Il suo bacino imbrifero ha un'estensione di 14.500 km², fra i suoi affluenti il Sand.